# Altersunterschied in einer Partnerschaft

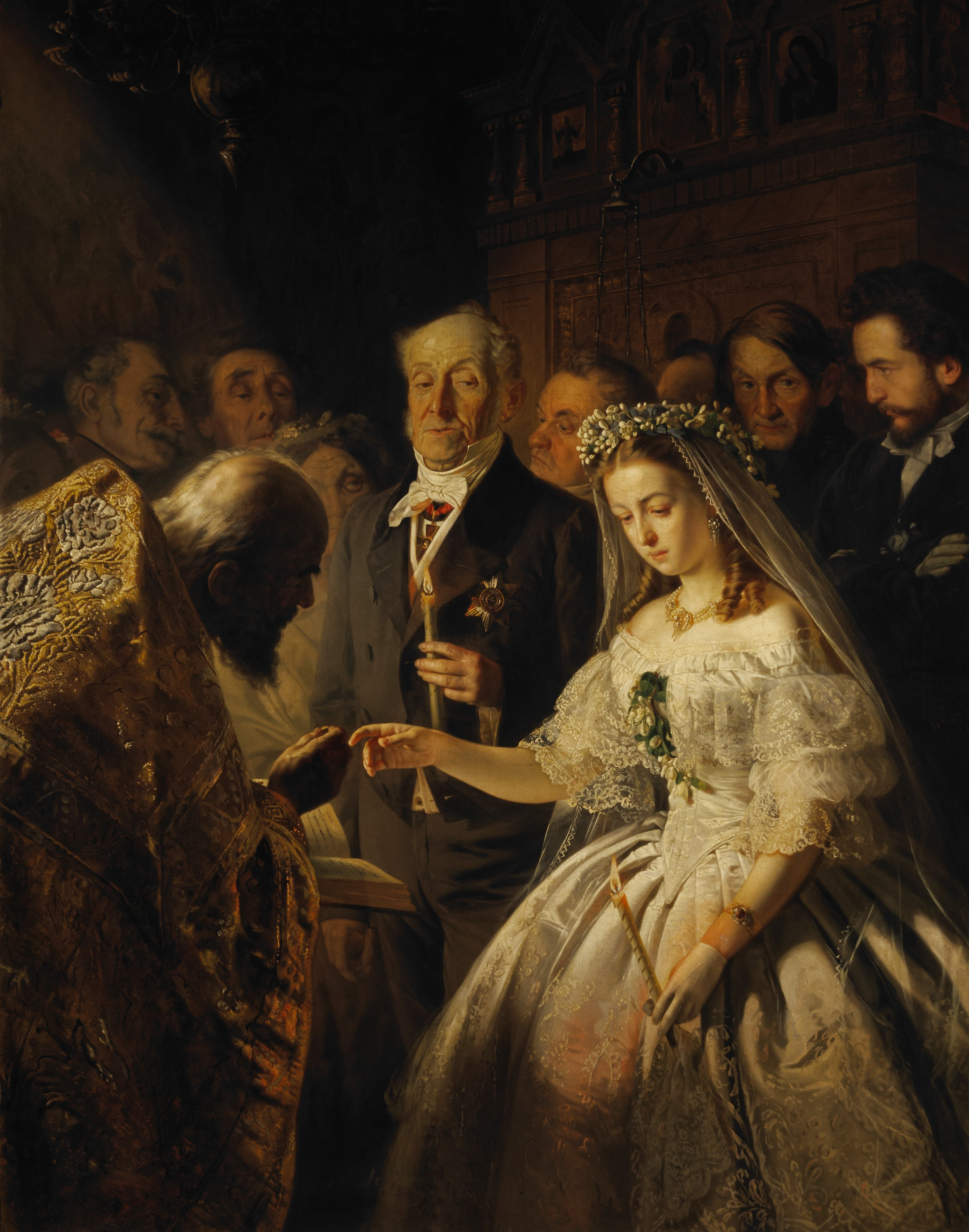
Die ungleiche Heirat von Wassilij W. Pukirew, 1862

Ein Altersunterschied in einer Partnerschaft bezeichnet die Differenz des Lebensalters zwischen Partnern in Liebesbeziehungen. Er ist Teil gesellschaftlicher Debatten, künstlerisches Sujet und Gegenstand wissenschaftlicher Forschung verschiedener Disziplinen wie z. B. der Psychologie, der Evolutionären Psychologie, der Verhaltensforschung, der Anthropologie oder der Statistik.
Die Akzeptanz von größeren Altersunterschieden in Liebesbeziehungen wird durch soziale und ökonomische Bedingungen beeinflusst, wurde über die Jahrhunderte verschieden beurteilt und unterscheidet sich in verschiedenen Kulturen in Bezug auf die jeweils praktizierten Partnerschaften (z. B. Ehe, Zeitehe, Einehe, Vielehe, Harem, Konkubinat, offene Beziehung, Polyamorie, freie Liebe).

## Definitionen
Allgemein wird das amouröse oder sexuelle Interesse an wesentlich Älteren als Gerontophilie und an wesentlich jüngeren Menschen als Neoterophilie bezeichnet. Der Lolitakomplex ist ein starkes erotisches sexuelles Verlangen von Männern ab dem mittleren Lebensalter zu Mädchen oder jungen Frauen. Zu unterscheiden ist dabei der relative und der absolute Altersunterschied. Eine Studie der deutschen Antidiskriminierungsstelle des Bundes aus dem Jahr 2022 ergab z. B., dass es völlig verschiedene Vorstellungen in der Bevölkerung darüber gab, ab welchem Lebensalter jemand als „alt“ gelten solle. Die Spanne der Antworten reichte von „50 Jahre“ bis „80 Jahre“.

## Länderstatistik

### Gemischtgeschlechtliche Partnerschaften

Weltkarte, auf der der durchschnittliche Altersunterschied bei Erstheiraten vor dem 50. Lebensjahr farblich dargestellt wird (2019)
weniger als 2 Jahre
2 bis weniger als 3 Jahre
3 bis weniger als 4 Jahre
4 bis weniger als 5 Jahre
5 Jahre und mehr

In den meisten Partnerschaften sind die Männer wenige Jahre älter als die Frauen, so betrug der durchschnittliche Altersunterschied bei Paaren, die zum ersten Mal heirateten und jünger als 50 Jahre waren, laut einer Studie der Vereinten Nationen von 2019 in den meisten Ländern zwischen zwei und fünf Jahren. In Deutschland, Österreich und der Schweiz lag der Wert bei zwei bis drei Jahren. Durchschnittliche Altersunterschiede, die mehr als fünf Jahre betrugen, gab es fast ausschließlich in Afrika, wobei in Guinea mit 8,2 Jahren der höchste Wert zu finden war. Weniger als zwei Jahre betrug der Altersunterschied u. a. in Frankreich, dem Vereinigten Königreich, den USA, China und Japan. Durchschnittliche Altersunterschiede, die weniger als ein Jahr betrugen, gab es auf einigen kleineren Inseln, wobei auf den Cookinseln mit 0,1 Jahr der niedrigste Wert zu finden war. Die Cookinseln zählten zudem zusammen mit Tokelau, Niue und Montserrat zu den vier Gebieten, in denen Männer häufiger Frauen heirateten, die älter waren als sie selbst.
- In Deutschland wiesen 2017 laut Datenreport die meisten Paare ein geringfügig unterschiedliches oder gleiches Alter auf. So waren 10 % der Ehepartner in gemischt-geschlechtlichen Ehen genau gleich alt. Bei 73 % war der Mann älter als die Frau und bei 17 % die Frau älter als der Mann; jedoch hatten 47 % dieser Paare nur einen geringfügigen Altersunterschied zwischen einem und drei Jahren, und lediglich 6 % trennte ein Altersunterschied von mehr als zehn Jahren. In gemischtgeschlechtlichen Lebensgemeinschaften waren bei 10 % beide Partner gleich alt, bei 67 % war der Mann älter als die Frau, bei 24 % war die Frau älter als der Mann.[16]
- In Frankreich waren 2017 laut Institut national de la statistique et des études économiques 31 % der Ehepartner in gemischtgeschlechtlichen Ehen mit maximal einem Jahr Altersunterschied etwa gleich alt. Bei 54 % war der Mann älter als die Frau, bei 16 % war die Frau älter als der Mann.[17]
- Nach einer Studie für England und Wales des Office for National Statistics aus dem Jahr 2003 ist die Zahl der Frauen, die jüngere Männer geheiratet haben, zwischen 1963 und 1998 von 15 % auf 26 % gestiegen.[18]

- In Kanada hatten 2001 laut Statistics Canada 58 % der Ehepartner in gemischtgeschlechtlichen Ehen mit maximal drei Jahren Altersunterschied keinen oder nur einen geringen Altersunterschied. Bei 36 % der Paare war der Mann älter als die Frau, bei 6 % war die Frau älter als der Mann.[19]
- In der Schweiz hatten 2018 laut Bundesamt für Statistik 29 % der Paare, in denen beide Partner mindestens 18 Jahre alt waren, einen Altersunterschied von maximal einem Jahr. 67,2 % der Paare hatten einen Altersunterschied von 0 bis 5 Jahren. Nur bei 10 % betrug er 10 Jahre. Bei 59 % der Paare war der Mann älter, bei 13 % war die Frau älter.[20]
- In den USA waren 2019 laut US Census Bureau 35 % der Ehepartner in gemischtgeschlechtlichen Ehen mit maximal einem Jahr Altersunterschied etwa gleich alt. Bei 51 % der Paare war der Mann älter als die Frau, bei 15 % war die Frau älter als der Mann.[21]

### Gleichgeschlechtliche Partnerschaften
Größere Altersunterschiede sind in gleichgeschlechtlichen Partnerschaften häufiger als in gemischtgeschlechtlichen. Nach dem Australian Bureau of Statistics betrug der durchschnittliche Altersunterschied 2011 in Australien bei gemischtgeschlechtlichen Paaren 3,7 Jahre, bei weiblichen Paaren 4,8 Jahre und bei männlichen Paaren 6,5 Jahre. Laut US Census Bureau hatten 2012 in den USA 10 % der gemischtgeschlechtlichen, 18 % der weiblichen und 25 % der männlichen Paare einen Altersunterschied von mindestens zehn Jahren. Studien aus Frankreich, Kanada und Australien kamen zu ähnlichen Ergebnissen.

## Älterer Mann – jüngere Frau

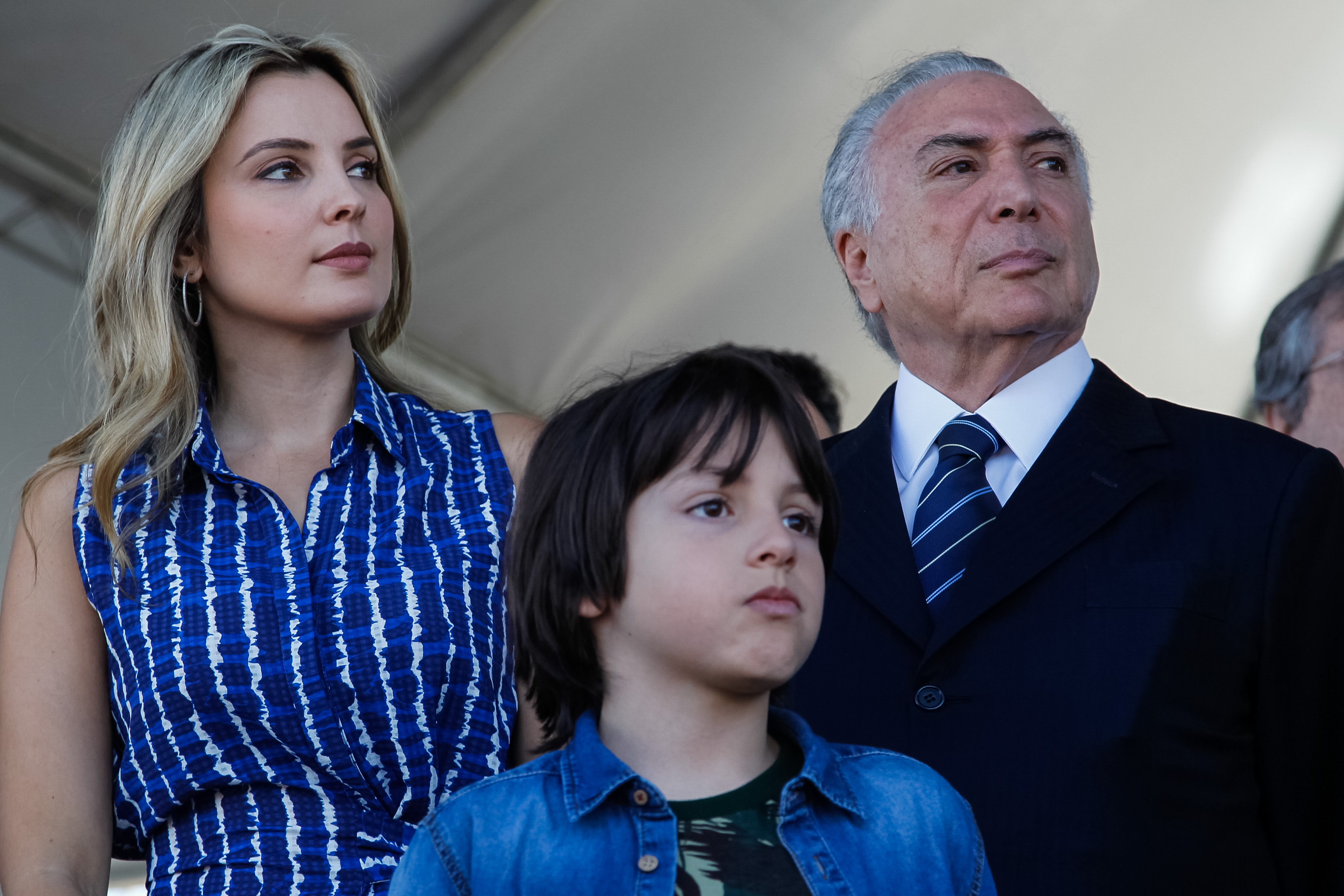
Michel Temer (hier 77) lernte 2002 im Alter von 62 Jahren die damals 19-jährige Vize-Schönheitskönigin von São Paulo, Marcela Temer (hier 34), kennen. Darunter ihr gemeinsamer Sohn Michel. Aus vorherigen Beziehungen hatte Temer bereits fünf Kinder.

Zum unterschiedlichen Alterungsprozess von Frauen und Männern gibt es einander widersprechende Studien. Eine Metastudie von 2006 konstatiert, dass es mehr Artikel gäbe, die in manchen Bereichen – etwa Sehfähigkeit – auf einen schnelleren Alterungsprozess bei Frauen hinweisen, und die die körperliche Leistungsfähigkeit und der Gesundheitszustand bei älteren Männern als häufig besser als bei gleichaltrigen Frauen beschreiben. Andere Studien haben jedoch auch Evidenzen für das Gegenteil, also einer schnelleren Alterung von Männern im Gegensatz zu Frauen, gefunden.
Nach einer 2010 an der University of Wales veröffentlichten Studie über Anzeigen auf Datingportalen zeigten Frauen keine starke Präferenz für wesentlich jüngere Männer. In einer Studie von 2003, die jedoch das tatsächliche Dating-Verhalten von Frauen und Männern untersuchte, gaben 34 Prozent der über 40-jährigen Frauen an, Partnerschaften mit jüngeren Männer zu haben, und 35 Prozent äußerten, gleichaltrige oder ältere Männer zu bevorzugen. (an unexpected 34 %of 40-and-older women were dating younger men. And 35% said they preferred that over dating same-age or older men)
Bezeichnungen für Beziehungen zwischen älteren Männern und jüngeren Frauen, zum Teil auch verunglimpfend, sind unter anderem z. B. Enjokōsai, Sugardaddy, oder Trophy Wife.

### Erklärungen
Die Evolutionäre Psychologie oder Anthropologie erklären das grundsätzliche Interesse von Frauen an älteren Männern und deren Wahl vor allem für langfristige Bindung (z. B. Ehe oder Konkubinat) durch die ökonomische Absicherung, die ältere Männer in vielen Kulturen bieten können. Männer finden hingegen jüngere Frauen im gebärfähigen Alter attraktiv. Diese Präferenz von Frauen findet sich in Kulturen, in denen ältere Männer soziale Vorteile haben können. Dementsprechend sind oft ältere, sozial etablierte und materiell gesicherte Männer mit jungen Frauen zusammen.
In einer Studie über die Präferenzen von 12 bis 19 Jahre alten Teenagern bezüglich ihrer Beziehungspartner, gaben die männlichen Teenager an, sowohl mit etwas jüngeren Mädchen auszugehen, aber auch, dass ihre Akzeptanz über ihr eigenes Alter hinaus deutlich größer sei und ihre „idealerweise attraktiven Partnerinnen mehrere Jahre älter“ seien. Die Forscher ziehen daraus den Schluss, dass es sinnvoll sei, Unterschiede in der Partnerpräferenz „aus der Perspektive eines evolutionären Lebensverlaufsmodells zu betrachten“.

### Nachteile
Junge Frauen, die sich für einen deutlich älteren Lebenspartner entscheiden, tragen statistisch ein größeres Risiko, aus Eifersucht getötet zu werden. Kinder älterer Väter haben ein erhöhtes Risiko für Fehlbildungen und Entwicklungsstörungen. Die Mütter von Kindern älterer Väter haben erhöhte Risiken für Fehlgeburten und Geburtskomplikationen.
Ein älterer Partner ist eine Ursache dafür, dass Frauen etwa doppelt so häufig wie Männer im Alter alleine leben und von Einsamkeit betroffen sind.

### Vorteile
Männer mit deutlich jüngeren Partnerinnen haben eine höhere Lebenserwartung. So haben Männer mit einer jüngeren Partnerin eine 11 % höhere Lebenserwartung als Geschlechtsgenossen mit einer gleichaltrigen Partnerin. Wissenschaftliche Studien haben ergeben, dass die Kinder älterer Väter längere Telomerketten als die Kinder jüngerer Väter aufweisen. Man geht davon aus, dass längere Telomerketten ein Indiz für eine höhere Lebenserwartung sind.

## Ältere Frau – jüngerer Mann

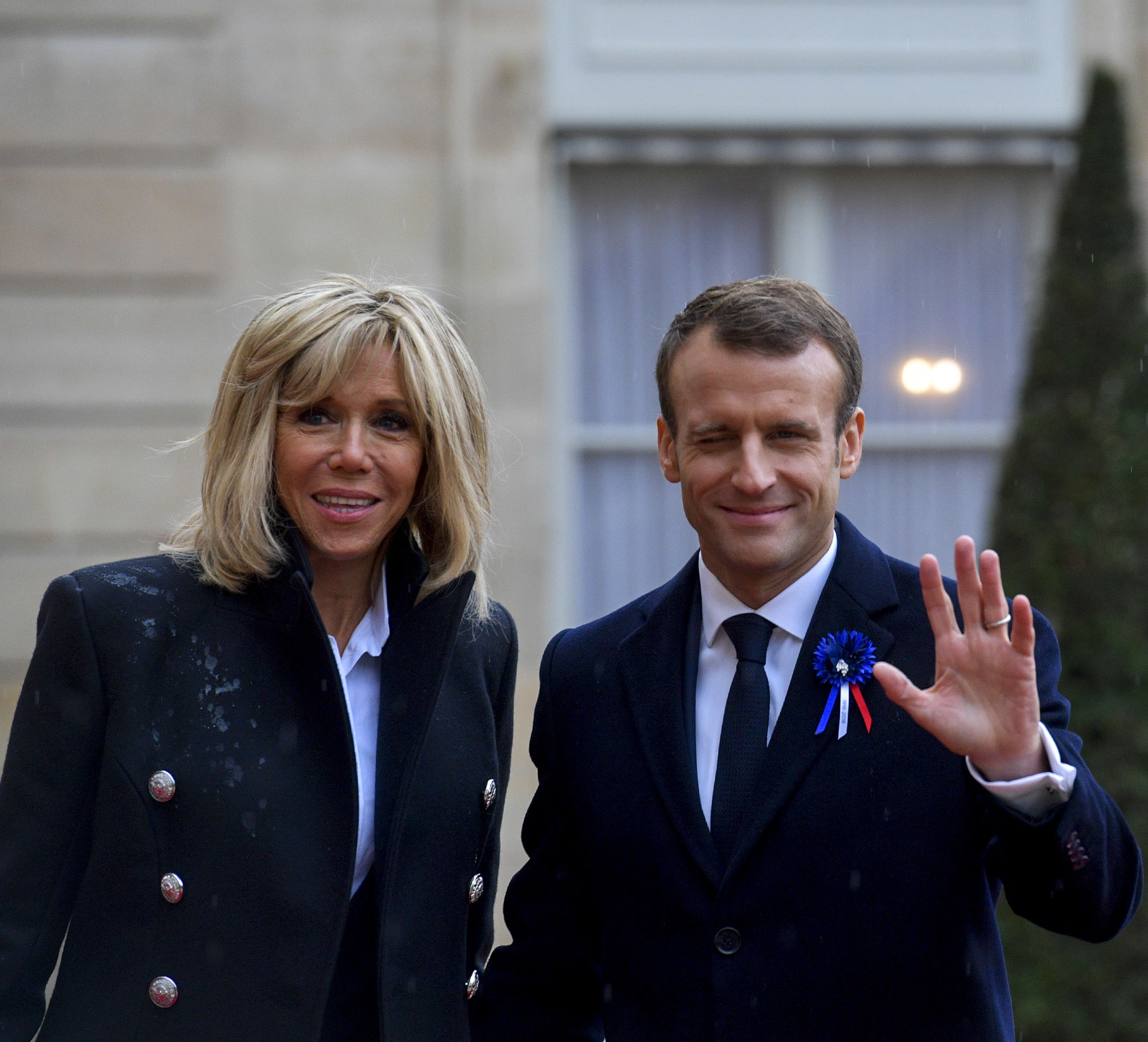
Emmanuel Macron lernte seine spätere Frau Brigitte Macron als 15-jähriger Schüler kennen. Sie war seine Lehrerin und ist 24 Jahre älter. Beide haben keine gemeinsamen Kinder. Sie hat aus erster Ehe drei Kinder. Ihr ältester Sohn ist zwei Jahre älter als Emmanuel Macron.

Mit Cougar, Mrs. Robinson, Sugar Mommy, Boy Toy oder MILF werden verschiedene Arten von Interessen von Frauen an wesentlich jüngeren männlichen Sexualpartnern oder umgekehrt beschrieben und z. B. von einer 2003 publizierten Studie der American Association of Retired Persons gestützt. Danach treffen sich 34 % der Frauen über 40 Jahre mit jüngeren Männern. Ebenso bezahlen viele ältere Frauen seit mehreren Jahrzehnten an vielen Touristenorten der Karibik, Asiens und Afrika jüngere Liebhaber für sexuelle Abenteuer.
Nach dem US Census Bureau gab es 1997 in den USA weniger als eine halbe Million Paare mit einem Altersunterschied von mindestens zehn Jahren. Es gab aber 2003 ca. 3 Millionen Paare, bei denen der Mann mindestens sechs Jahre jünger als die Frau war. Internationale Online-Dating-Dienste wie z. B. match.com mit ca. 20 Millionen Mitgliedern vermerken eine Zunahme des Anteils von Frauen in ihren Datenbanken, die gerne einen Mann treffen würden, der mindestens zehn Jahre jünger ist.

### Erklärungen
In den heutigen westlichen Staaten sind viele ältere Frauen sozial und finanziell unabhängig.

### Problematik
Im Falle einer Schwangerschaft weisen ältere Mütter ein höheres Risiko für Komplikationen auf. Als häufigster Trennungsgrund in Beziehungen von jüngeren Männern mit älteren Partnerinnen wurde die fehlende Aussicht auf eine gemeinsame Familienplanung genannt. Frauen mit deutlich jüngeren Ehemännern hätten eine geringere Lebenserwartung. So hätten Frauen mit einem 7 bis 9 Jahre jüngeren Ehemann eine 20 % geringere Lebenserwartung als Geschlechtsgenossinnen mit einem gleichaltrigen Ehemann.

## Homosexuelle Partnerschaften
Auch in homosexuellen Partnerschaften gibt es größere Altersunterschiede.
Helmut Berger und Luchino Visconti waren eines der bekanntesten homosexuellen Paare der 1960er und 1970er: 37 Jahre Altersunterschied zwischen dem österreichischen Schauspieler und dem italienischen Regisseur war im katholischen Italien ein Skandal.

### Erklärungen
Größere Altersunterschiede werden damit erklärt, dass der Partnermarkt bei Homosexuellen stärker beschränkt ist als bei Heterosexuellen.

## Künstlerische Darstellung
Beziehungen und Affären mit größeren Altersunterschieden werden in Malerei, Musik, Literatur und Film verschiedener Epochen dargestellt.

### Malerei

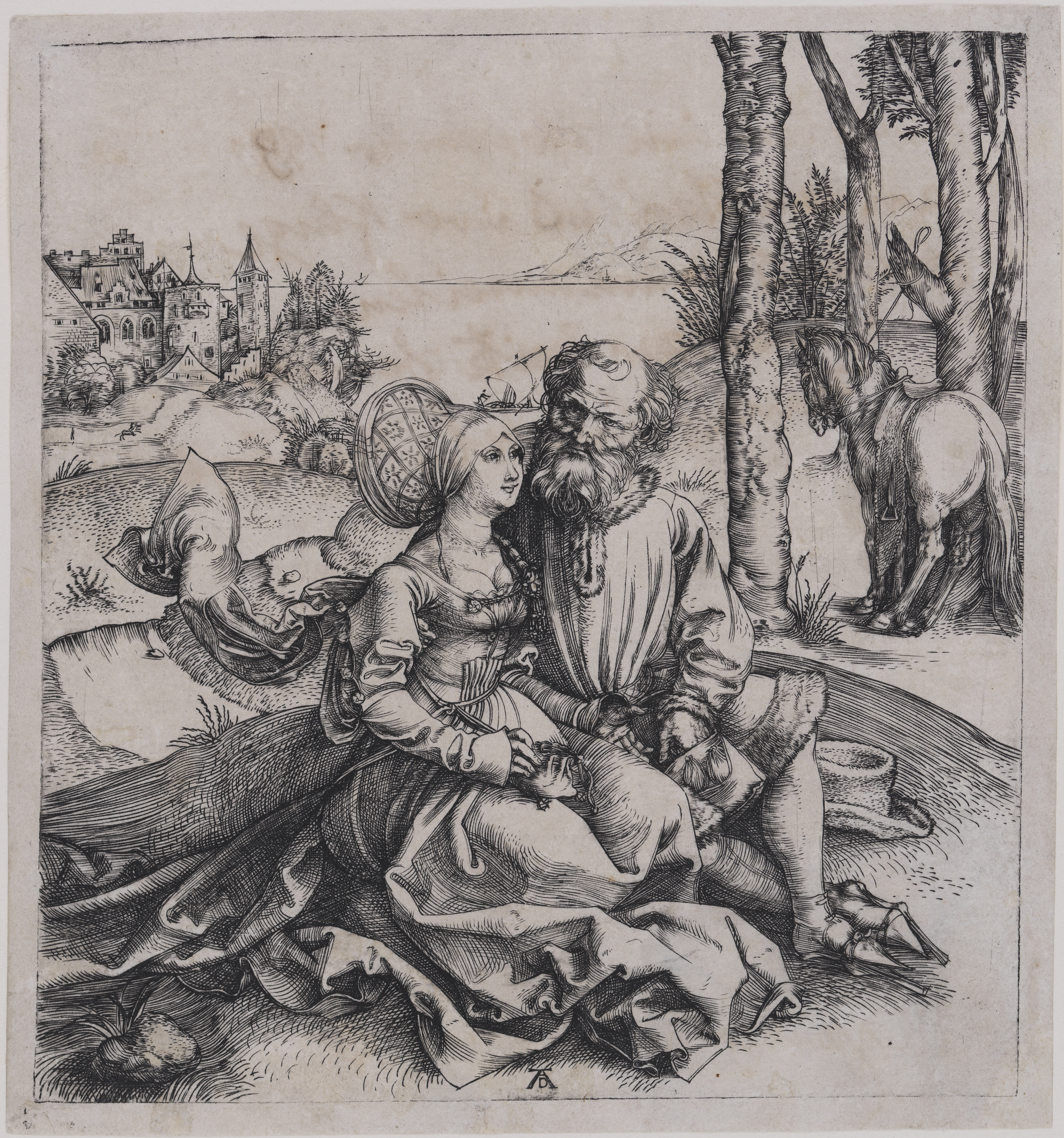
Albrecht Dürer,  Der Liebesantrag, ca. 1495–1496
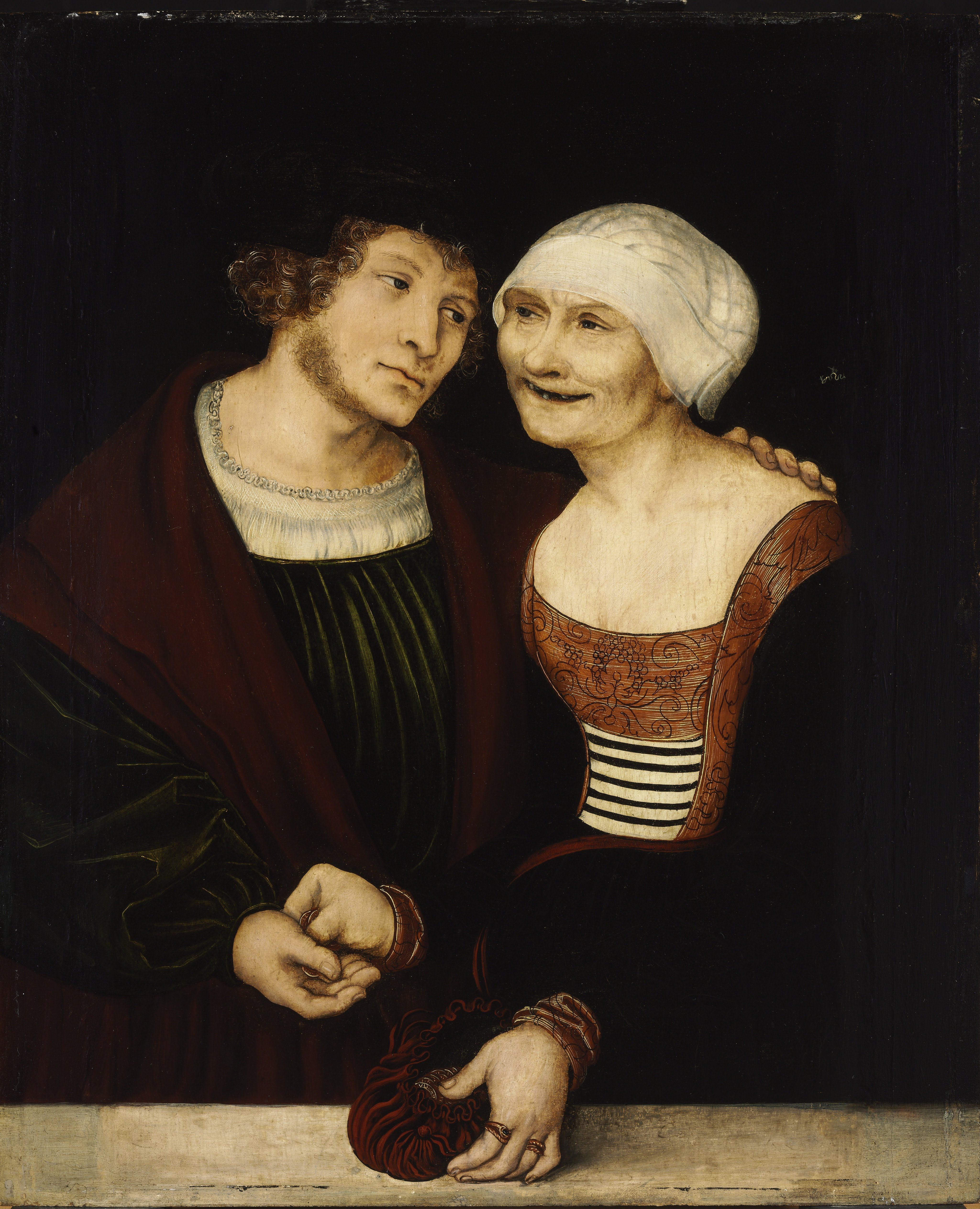
Lucas Cranach der Ältere, Das ungleiche Paar, ca. 1520–1522
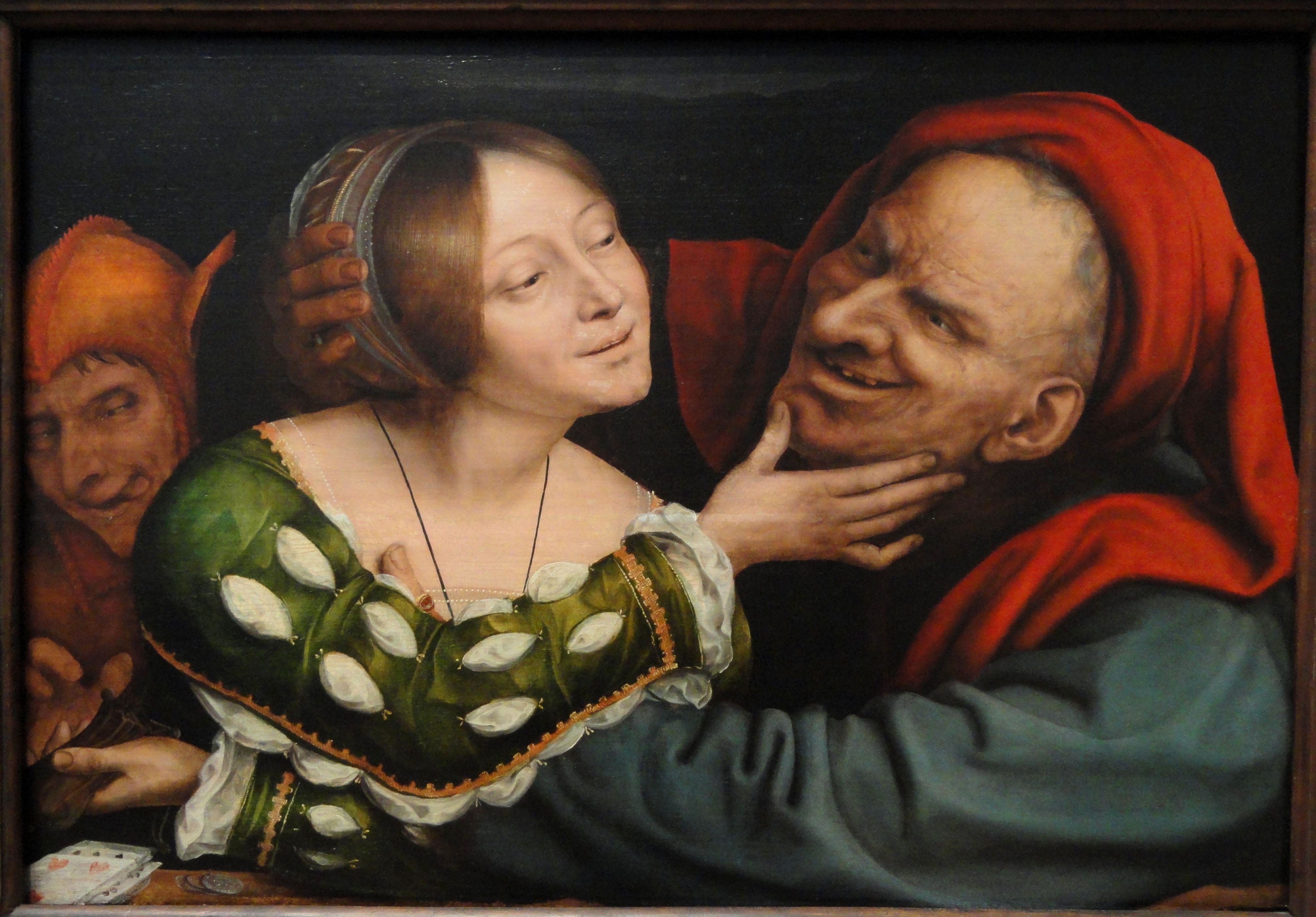
Quentin Massys, Das ungleiche Paar, ca. 1520–1525
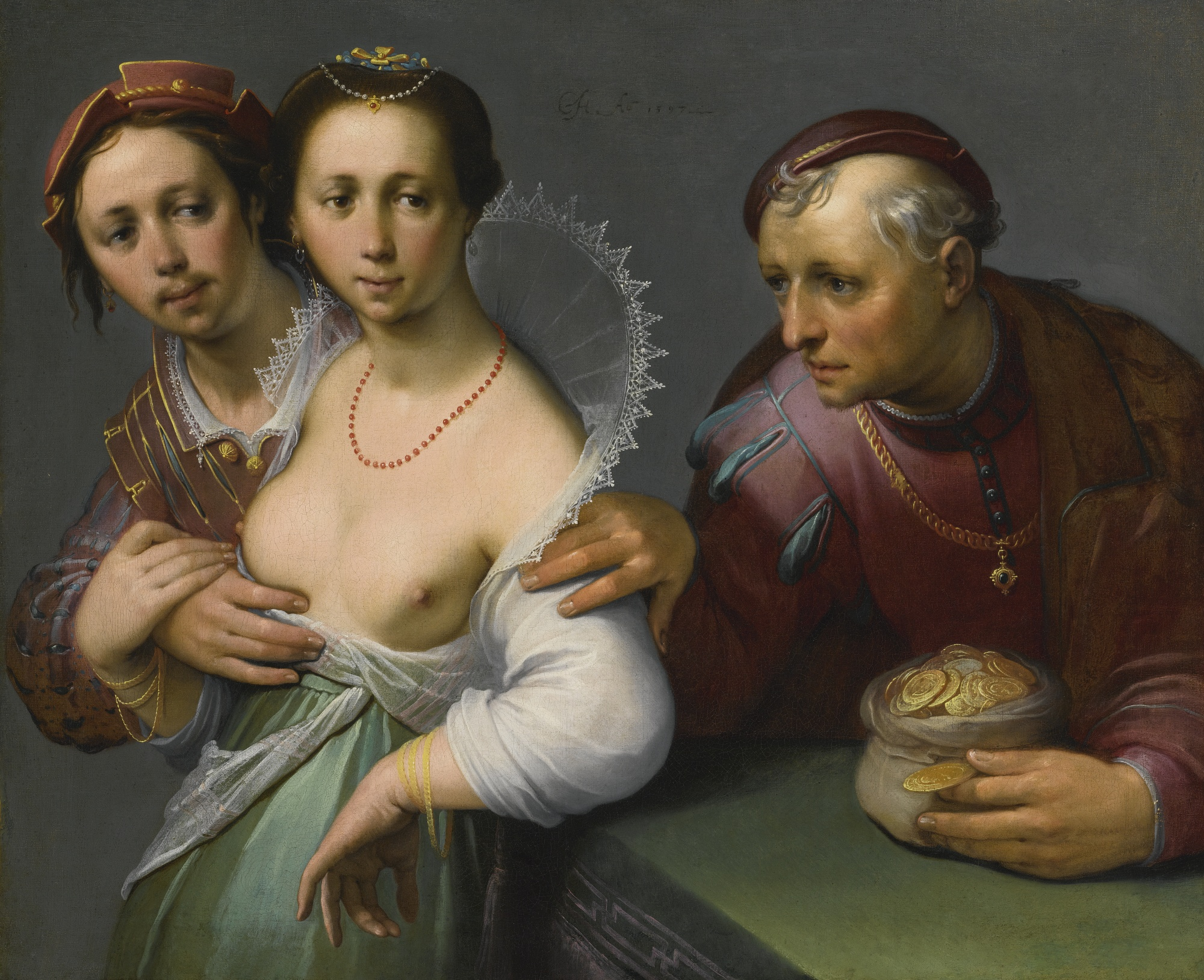
Cornelis van Haarlem, Die Wahl zwischen Jung und Alt, 1597
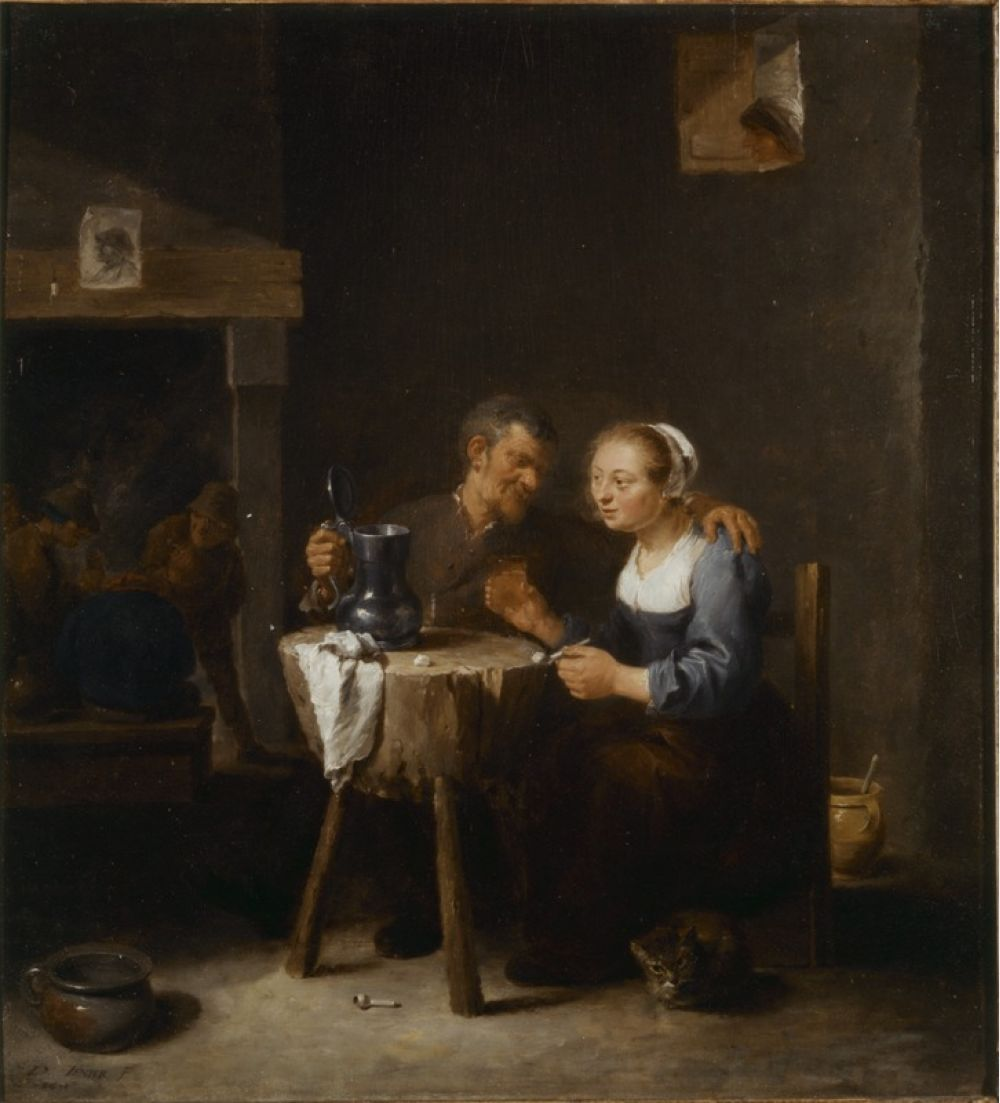
David Teniers der Jüngere, Alter Mann und junge Frau, 1635
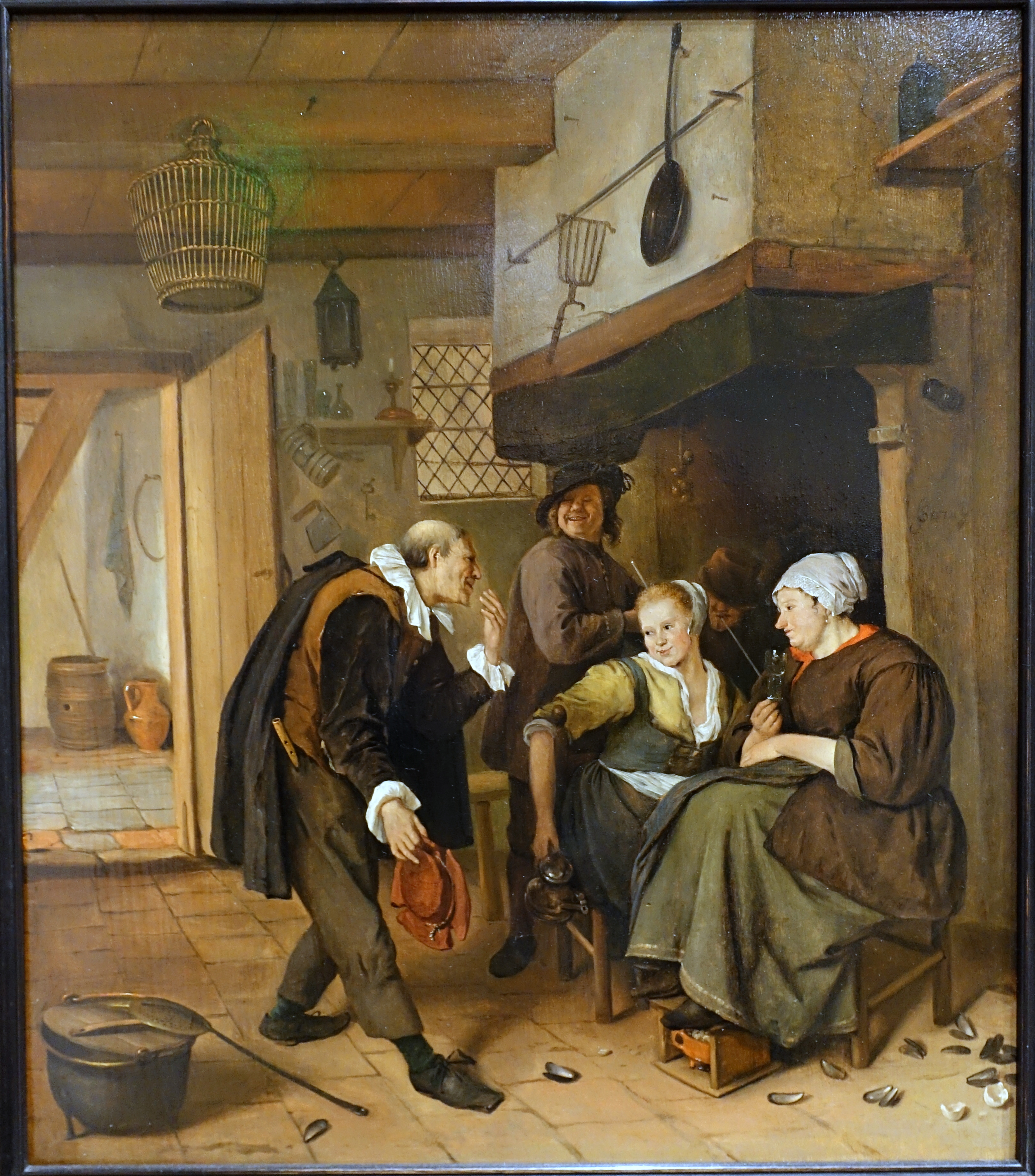
Jan Steen, Ein galanter alter Mann wirbt um eine junge Frau, 1665
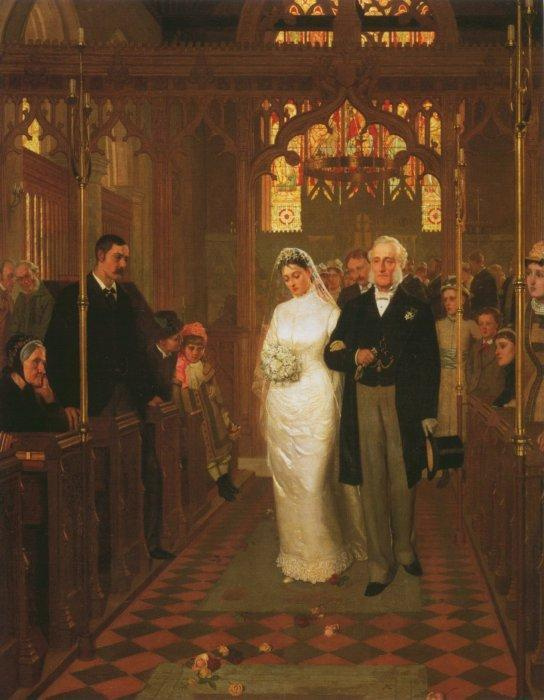
Edmund Blair Leighton, Bis dass der Tod uns scheidet, 1878

### Musik
- Serge Gainsbourg: Jeunes femmes et vieux messieurs (Song, 1959)
- Rod Stewart: Maggie May (Song, 1971)
- Dalida: Il venait d’avoir 18 ans (Song, 1973)
- Peter Maffay: Und es war Sommer (Song, 1976)
- Herbert Grönemeyer: All die Jahre (Song, 1980)
- Heaven 17: Come Live With Me (Song, 1983)
- Shabba Ranks ft. Krystal: Twice My Age (Song, 1988)
- Beastie Boys: Boomin’ Granny (Song, 1992)
- Die Ärzte: Omaboy (Song, 1993)
- Die Schröders: Fr. Schmidt (Song, 1996)
- Wolfgang von Henko: Lovesong Für Inge (Song, 1997)
- Lana Del Rey: Cola (Song, 2012)
- Hey Violet: Guys My Age (Song, 2016)

### Belletristik
- Sebastian Brant: Das Narrenschiff (Moralsatire, 1494), Kapitel 52 „Freien des Geldes wegen“
- Louisa May Alcott: Little Women (Roman, 1868–1869)
- George Eliot: Middlemarch (Roman, 1871–1872)
- Henry James: Bildnis einer Dame (Roman, 1881)
- Theodor Fontane: Effi Briest (Roman, 1894–1895)
- Patricia Highsmith: Salz und sein Preis (Roman, 1952)
- Max Frisch: Homo faber (Roman, 1957)
- René Goscinny und Albert Uderzo: Asterix (Comicserie, seit 1959), Figur des Methusalix und seine deutlich jüngere Frau
- Mario Vargas Llosa: Tante Julia und der Kunstschreiber (Roman, 1977)
- Louis Begley: Schmidt (Roman, 1996)
- Martina Zöllner: Bleibtreu (Roman, 2003)
- Françoise Dorner: Die letzte Liebe des Monsieur Armand (Roman, 2006)
- Martin Walser: Ein liebender Mann (Roman, 2008)
- Tomas Espedal: Wider die Natur (Roman, 2011)
- Amy Sackville: Reise nach Orkney (Roman, 2014)
- Karl Geary: Montpelier Parade (Roman, 2017)
- Lisa Halliday: Asymmetrie (Roman, 2018)

### Film
- 1927: Im Film Das gefährliche Alter hat Asta Nielsen als Ehefrau eines Professors eine Affäre mit einem seiner Studenten (Walter Rilla).
- 1931: In der Stefan-Zweig-Verfilmung 24 Stunden aus dem Leben einer Frau verlieben sich eine Witwe (Henny Porten) und ein junger unglücklicher Roulette-Spieler (Walter Rilla) ineinander, aber seine Spielsucht ist stärker.
- 1955: In Was der Himmel erlaubt verliebt sich Cary Scott (Jane Wyman) in ihren wesentlich jüngeren Gärtner Ron Kirby (Rock Hudson).
- 1962: In der deutschen W. Somerset Maugham-Verfilmung Julia, du bist zauberhaft hat eine verheiratete Schauspielerin (Lilli Palmer) eine Affäre mit einem jungen Verehrer (Jean Sorel).
- 1967: Anne Bancroft verführt als Mrs. Robinson im Film Die Reifeprüfung den jungen Dustin Hoffman.
- 1971: Harold und Maude
- 1972: Der letzte Tango in Paris
- 1974: Angst essen Seele auf
- 1982: Hausaufgaben mit Joan Collins und Michael Morgan
- 1990: Frühstück bei ihr mit Susan Sarandon und James Spader
- 1990: In Staffel 8 Episode 17 von Cheers lernt Woody (W. Harrelson) Roxanne (Melendy Britt), die Mutter seiner High-Society-Freundin Kelly (Jackie Swanson), kennen. Die attraktive Jetset-Dame versucht, ihn zu verführen. Kelly erzählt Woody später, dass Roxanne mit allen ihren Freunden geflirtet habe, zum Spaß und „weil es sie jung halte“.
- 1996: Der Zufallslover mit Gwyneth Paltrow
- 1998: The Big Lebowski mit Tara Reid als Trophy Wife Bunny Lebowski
- 1998: Die Bestseller-Verfilmung Stellas Groove: Männer sind die halbe Miete handelt von einer erfolgreichen Aktienhändlerin und Mutter (Angela Bassett), die im Urlaub auf Jamaika eine Romanze mit einem jungen Mann eingeht.
- 1998–2004: Sex and the City mit Kim Cattrall in der Rolle der Samantha „Sam“ Jones.
- 1999: In American Pie – Wie ein heißer Apfelkuchen verliert Finch (Eddie Kaye Thomas) seine Unschuld an Stifflers Mom (Jennifer Coolidge).
- 2002: Im Film Ken Park wird der jugendliche Shawn (James Bullard) von Rhonda (Maeve Quinlan), der Mutter seiner Freundin Hannah, dazu benutzt, ihre sexuellen Phantasien zu befriedigen.
- 2003: Die etwa 50-jährige Erica Barry (Diane Keaton) trifft sich im Film Was das Herz begehrt mit dem etwa 30-jährigen Julian Mercer (Keanu Reeves).
- 2005: Die 37-jährige Karrierefrau Rafi Gardet (Uma Thurman) geht in Couchgeflüster eine Beziehung mit David Bloomberg (Bryan Greenberg), dem 23-jährigen Sohn ihrer Therapeutin, ein.
- 2006: In Staffel 2 Episode 6 von How I Met Your Mother lässt sich Barney von der Professorin Marshalls „jagen“, um bessere Noten für Marshall zu ergattern.
- 2007: Hauptsache verliebt mit Michelle Pfeiffer
- 2008: Der Vorleser
- 2009: In Chéri – Eine Komödie der Eitelkeiten leben die 43-jährige Kurtisane Léa de Lonval (Michelle Pfeiffer) und der 19-jährige Chérie (Rupert Friend) sechs Jahre zusammen, bis er eine andere heiratet.
- 2009: In Cougar Town verabredet Jules Cobb (Courteney Cox) sich mit jüngeren Männern.
- 2009: In New Moon – Bis(s) zur Mittagsstunde erklärt Bella (Kristen Stewart) Jake (Taylor Lautner) scherzhaft „I’m not into that Cougar Thing“.
- 2009: Lieber verliebt mit Catherine Zeta-Jones
- 2009: In der Serie Aus Versehen glücklich wird die 37-jährige Filmkritikerin Billie aus San Francisco (Jenna Elfman) nach einer kurzen Affäre mit dem deutlich jüngeren Koch Zack (Jon Foster) schwanger.
- 2009: Im Film Toy Boy (Originaltitel Spread) lässt sich Nikki (Ashton Kutcher) von reichen Frauen aushalten, u. a. von der älteren Samantha (Anne Heche).
- 2011: In Stadtgeflüster – Sex nach Fünf spricht die 38-jährige Julia (Sophie Schütt) in der Livesendung der Radiotalkerin Ariane über ihren elf Jahre jüngeren Liebhaber Robin (Stefan Murr), der Arianes Sohn ist – eine Analogie zu Couchgeflüster (2005).
- 2015: In Für eine Nacht … und immer? werden die Wissenschaftlerin Eva (Juliane Köhler) und der 21 Jahre jüngere Pokerspieler Tom (Marc Benjamin) ein Paar.
- 2019: In So wie du mich willst gibt eine 50-jährige Lehrerin auf Facebook vor, 24 zu sein und beginnt eine Online-Beziehung mit einem Studenten.
- 2020: In Liebe und Anarchie beginnt die Angestellte und spätere Geschäftsführerin eines Verlages eine Affäre mit einem 20-jährigen Mitarbeiter.
- 2023: May December von Todd Haynes handelt von einer Beziehung einer ca. 60-jährigen Frau (Julianne Moore) und einem Mann (Charles Melton) etwa Mitte 30, die gemeinsame Kinder haben. Das erste dieser Kinder wurde gezeugt, als der Vater erst 13 Jahre alt war. Das Kind wurde von der Mutter in Haft geboren.
- 2024: Im Film Babygirl beginnt die Geschäftsfrau Romy (Nicole Kidman) eine Affäre mit einem deutlich jüngeren Praktikanten (Harris Dickinson)